# Begonia tandangii
Espèce
Begonia tandangii est une espèce de plantes de la famille des Begoniaceae.
Elle a été décrite en 2013 par Ching-I Peng et Rosario Rivera Rubite (2013).